# Юлия Старшая (дочь Августа)
Юлия Старшая, при жизни упоминалась как Ю́лия Цеза́рис Фи́лия или Ю́лия Авгу́сти Фи́лия (лат. Iulia Caesaris Filia или лат. Iulia Augusti Filia, дословно Юлия, дочь Цезаря или Юлия, дочь Августа; 30 октября 39 до н. э., Рим — 14, Регий) — дочь Октавиана Августа, единственный его родной ребёнок, рождённый от брака со Скрибонией.

## Семья
Октавиан развёлся со Скрибонией, матерью Юлии, сразу после рождения дочери, в тот же день. Когда Юлия достигла возраста начала обучения, она была передана на воспитание Ливии, где обучалась всем наукам, необходимым римской аристократке. Поскольку Октавиан желал видеть в ней пример римлянки, её обучали даже прядению шерсти и вязанию. Она проявляла большой интерес к литературе и предметам искусства.
Октавиан контролировал каждый шаг своей дочери; доступ к ней имели только те, кому разрешил он сам. Также он подбирал ей лучших учителей. Но уже тогда, видимо, Юлия проявляла свой характер. Сохранилась фраза, брошенная Октавианом: «У меня есть две своенравные дочери — Римский народ и Юлия».
В 37 году до н. э., в возрасте двух лет, Юлия была помолвлена с сыном Марка Антония от Фульвии, Марком Антонием Антиллом, тогда десятилетним мальчиком. Но этому браку не суждено было состояться. 1 августа 30 года до н. э. Марк Антоний покончил с собой, а Марк Антоний Антилл был обезглавлен солдатами по приказу Октавиана.
Вторым претендентом на руку Юлии был Котизон, дакийский царь. Но он тоже был убит в конце 30-х годов первого века до н. э.

### Первый брак
В 25 году до н. э., в возрасте 14 лет, Юлия стала женой Марка Клавдия Марцелла, своего двоюродного брата, который был на три года её старше. Августа на свадьбе не было — он воевал в Кантабрии. Распорядителем на свадьбе был Марк Випсаний Агриппа, друг Августа. В честь свадьбы на деньги Августа были организованы большие игры.
Уже в сентябре 23 года до н. э., в год своего эдильства, Марцелл умер в Байях. Молва приписывала эту смерть Ливии, которая таким образом могла избавиться от одного из возможных наследников Августа и конкурентов её сына Тиберия. Детей у Марцелла и Юлии не было.

### Второй брак
Пока Юлия была замужем за Марцеллом, между Августом и Агриппой произошёл разлад. Агриппа уехал на Лесбос. В 21 году до н. э. Август понял, что управлять государством без поддержки друга становится всё труднее и труднее. Он вызвал Агриппу в Рим, усыновил, заставил развестись с Клавдией Марцеллой и жениться на Юлии, которая была на 25 лет младше своего второго мужа.
Такой брак не предполагал никаких чувств между молодожёнами, зато делал Агриппу вторым человеком в государстве, наследником власти Августа. Поползли слухи, что Юлия не верна своему мужу. Тацит утверждает, что постоянным любовником Юлии был Семпроний Гракх, Светоний упоминает сплетни о связи Юлии с Тиберием. Но Агриппа не придавал этим слухам значения или не принимал меры, опасаясь реакции Августа.
Юлия родила от Агриппы пятерых детей: Гая Юлия Цезаря Випсаниана (20 год до н. э.); Випсанию Юлию Агриппину, чаще упоминаемую как Юлия Младшая (19 год до н. э.); Луция Юлия Цезаря Випсаниана (17 год до н. э.); Випсанию Агриппину, часто упоминаемую как Агриппина Старшая (14 год до н. э.) и Марка Випсания Агриппу Постума (12 год до н. э.).
Несмотря на свою супружескую неверность, Юлия всюду сопровождала мужа. Поэтому первых двух детей она родила, скорее всего, в Галлии, которой Агриппа управлял с 20 по 18 годы до н. э. Во время пребывания в Илионе она чуть не утонула при наводнении, из-за чего разъяренный Агриппа наложил на жителей штраф в 100 000 денариев, отменённый только по просьбе Ирода Великого. После этого пара побывала в Иерусалиме, а затем переехала в Афины, где родилась Агриппина.
В 12 году до н. э. семья вернулась в Италию, где Агриппа неожиданно умер в возрасте 51 года. Вскоре после этого Юлия родила пятого ребёнка.

### Третий брак
Сразу после рождения Агриппы Постума Август нашёл третьего мужа для дочери. Им стал усыновленный Августом сын Ливии от первого брака — Тиберий, вынужденный развестись с горячо любимой им Випсанией Агриппой, падчерицей Юлии (дочерью Агриппы от первого брака с Цецилией Аттикой).
Брак был заключён в 11 году до н. э. С самого начала он был обречён на неудачу, так как Тиберий не мог забыть свою первую жену. Однажды увидев Випсанию в носилках, уже спустя много времени после развода, он стал мрачен и очень расстроил своим поведением Августа. Поэтому Випсании было предписано покинуть Рим.
Супруги очень плохо относились друг к другу. Тиберий был невысокого мнения об умственных способностях Юлии, а та, в свою очередь, презирала его за его характер, считала его выскочкой, недостойным её. Через своего любовника Семпрония Гракха Юлия отправляла отцу разоблачающие письма о каждом шаге Тиберия. Этими письмами много лет спустя Ливия Друзилла вынудила Тиберия, уже императора, покинуть Рим и почти два года провести на Капри. Они же послужили одной из причин, по которой Тиберий был вынужден в 6 году до н. э. покинуть Рим и уехать в добровольную ссылку на Родос.
Тем не менее в самом начале семейной жизни Тиберия и Юлии родился мальчик, который, правда, вскоре умер. В 6 году до н. э., сразу после отъезда Тиберия на Родос (или незадолго до его отъезда), Юлия добилась от отца разрешения жить отдельно от мужа.

## Обвинение
Будучи «отцом семейства» (лат. Pater familiae), то есть старшим по положению мужчиной в роду, Август постоянно контролировал жизнь и поведение своих родственников. Он считал, что его родственники должны быть идеалом для подражания.
Юлия, оставив Тиберия, почувствовала себя свободно. Являясь матерью двух приемных детей Августа, объявленных его наследниками (Гая и Луция Цезарей), официальной женой третьего его приёмного сына, она была уверена в своём будущем.
Романы Юлии были на слуху в Риме. Её постоянным любовником был все тот же Семпроний Гракх, а также Юл Антоний, сын Марка Антония. Описывают, что она участвовала в ночных оргиях на римском форуме. Ходили слухи, что она также одаривает своими ласками многих других мужчин из разных фамилий.
Август знал о её поведении, но слишком любил её, чтобы наказывать. Ко 2 году до н. э. чаша терпения Августа переполнилась. Юлия была арестована. От имени Тиберия Август прислал ей письмо, в котором давал ей развод. Её обвинили в разврате и предательстве, а также в покушении на отцеубийство. За одно только последнее преступление её ждала жестокая казнь — по римским законам отцеубийцу зашивали в мешок с собакой, змеёй и петухом и сбрасывали в Тибр.

## Наказание
Семпроний Гракх был сослан, как и ещё несколько любовников Юлии. Юла Антония заставили покончить с собой. Август помиловал дочь и заменил смертную казнь на ссылку, но с очень жёсткими условиями содержания: Юлия высылалась на маленький остров Пандатария (менее 1,75 км²), куда запрещено было ступать любому человеку, не имеющему личного разрешения Августа. Вместе с ней в ссылку разрешили поехать её матери, Скрибонии, которая сама изъявила такое желание.
Август тяжело пережил этот скандал. До конца жизни он не хотел иметь ничего общего с Юлией, хотя и позволил ей в 3 году переселиться в Регий. При упоминании о дочери Август говорил: «Лучше бы мне и безбрачному жить и бездетному сгинуть!». Август запретил в своём завещании хоронить обеих Юлий — дочь и внучку — в своей усыпальнице.
Мало-помалу положение Юлии было облегчено; пять лет спустя ее перевели в город Регий, и было предписано относиться к ней с мягкостью.

## Последние годы жизни
После кончины Августа в 14 году Тиберий, придя к власти, сильно урезал средства, отпущенные на содержание ненавидимой им Юлии. Вскоре после отца она умерла в Регии от истощения. По другой версии она умерла от горя, узнав о кончине своего последнего сына, Агриппы Постума.

## После смерти
Внук Юлии Калигула, недовольный своим происхождением от незнатного плебея Агриппы, заявил, что его мать Агриппина родилась от связи Юлии с собственным отцом, императором Августом.
У древних писателей Юлия обычно упоминается в связи с её развратным поведением.
- У Веллея Патеркула она «погрязла в разврате и похоти»[6]. Среди её любовников упоминаются Квинт Криспин, Аппий Клавдий Пульхр, Корнелий Сципион.

- У Сенеки Юлия — «прелюбодейка, впущенная в стадо»[7].

- Дион Кассий упоминает «пиры и пьянство на форуме и даже на рострах»[8].

- Макробий указывает, что Юлия была одинаково известна красотой, умом и постыдным поведением, а также остроумна и остра на язык. Он пишет, что, будучи однажды спрошенной о том, как ей удаётся иметь детей только от мужа, несмотря на её тайные похождения, она рассмеялась и ответила, что берёт пассажиров на борт только тогда, когда в лодке уже кто-то есть[9]. Но большинство историков считают этот эпизод вымышленным.
- В сериале BBC «Я, Клавдий» (1976) Юлию в 3 сериях играет Фрэнсис Уайт — https://www.imdb.com/title/tt1255275/?ref_=ttfc_fc_cl_i15

## Предки
Через свою бабушку Атию Бальбу Секунду Юлия приходилась двоюродной и троюродной правнучкой двум триумвирам – Гаю Юлию Цезарю и Гнею Помпею Великому соответственно.
По преданию, Юлии происходят от Аскания Юла, сына Энея и внука Венеры.